# Закарьянов, Тулеген Кабыкенович
Тулеген Кабыкенович Закарьянов (каз. Төлеген Қабыкенұлы Закарьянов; род. 27 сентября 1961, Целиноград) — казахстанский государственный деятель.

## Биография
Родился 27 сентября 1961 года в городе Целинограде.
В 1983 году окончил Карагандинский государственный университет по специальности Юрист-правовед.
В 2006 году окончил Казахский агротехнический университет имени Сакена Сейфуллина.

## Трудовая деятельность
С 1983 по 1991 годы — служба в правоохранительных органах.
С 2002 по 2007 годы — аким Тимирязевского района Северо-Казахстанской области.
С 2007 по 2008 годы — государственный инспектор Администрации Президента Республики Казахстан.
С 2008 по 2010 годы — заместитель акима Павлодарской области, г. Павлодар.
С 2010 по 2012 годы — Генеральный директор ТОО «Москворецкое» СКО.
С 2012 по 2013 годы — заместитель председателя Комитета регионального развития Министерства экономического развития и торговли Республики Казахстан, г. Астана.
С 6 мая 2013 по 1 октября 2014 — аким города Петропавловска.
С сентябрь 2015 по декабрь 2015 годы — руководитель ГУ «Управление по делам религий города Астаны».
С декабрь 2015 по февраль 2018 годы — руководитель ГУ «Управление коммунального хозяйства города Астаны».
С февраль 2018 года аким района «Есиль» города Астаны.

## Награды
- Медаль «За трудовое отличие» (Казахстан) (2005)[3]
- Орден Курмет (2016)
- Юбилейная медаль «20 лет Астане» (2018)